# میخائیل روستوفتسف
میخائیل ایوانویچ روستوفتسِف (به روسی: Михаи́л Ива́нович Росто́вцев) (زادهٔ ۱۰ نوامبر ۱۸۷۰ - مرگ ۲۰ اکتبر ۱۹۵۲) تاریخدان روسی-آمریکایی بود. آگاهی وی بر روی تاریخ یونان، روم، جنوب روسیه و ایران بود.
روستوفتسف نخستین کسی بود که تاریخ را بر جسب سرمایه‌داری و انقلاب‌ها مورد بازبینی قرارداد. آثار او چون تاریخ اجتماعی و اقتصادی روم و تاریخ اجتماعی و اقتصادی جهان یونانی نگاه‌های تاریخنویسان را از توجه به لشکرکشی‌ها و رخدادهای سیاسی به رویدادهای اجتماعی و دگرگونی‌های اقتصادی و اثر آن بر تاریخ کشاند.

## زندگینامه
او در ژیتومیر در اوکراین زاده‌شد و در نیو هون آمریکا هم درگذشت. در دانشگاه‌های کیف و سن پترزبورگ به آموختن پرداخت و پس از پایان تحصیلات در دانشگاه اخیر به استادی رسید. در ۱۹۱۸ به آمریکا کوچید. در آغاز در دانشگاه ویسکانسین-مدیسن به آموزش پرداخت و سپس ببه دانشگاه ییل رفت. در آنجا بر اکتشافات دورا اروپوس نظارت داشت.
از دیگر آثار او می‌توان از ایرانیان و یونانی‌ها در جنوب روسیه و سکاها در بسفر نام برد.